# 鸭血糯
鸭血糯是名贵水稻品种之一，为江苏省常熟的著名特产，于清康熙年间(1662年～1722年)栽培稻种时变异而来；因米糯外表殷红如鸭血，故名。 
常熟鸭血糯，又名红莲糯，历史上曾作为朝廷贡米。建国后，经常熟农业科学研究所多年培育改良，1983年正式定型，称矮杆鸭血糯。血糯含有高含量蛋白质，有强身补血滋阴之功效，营养价值很高。民间视血糯为补食，饭馆常用它制作点心，常熟传统名点血糯八宝饭、炒血糯因色泽美观、香甜可口，为筵席上的高档食品，在江南享有盛誉。常熟鸭血糯曾在1922年全国评比中获大奖，被列入国际菜谱，驰名海内外。
鸭血糯米则是非常细长的米，颜色如同鸭血色。因为米质较硬，先得将其上锅蒸熟后，再与泡软的纯白糯米一起熬粥，并配上栗子、莲子、金丝小枣、果脯等。上桌的鸭血糯米黑白相间中点缀着星星点点的五颜六色，很是美观，粥则是粘粘的、又香又甜，而且非常好喝。
```
    《鸭血糯的传说》传说山顶龙母墓旁有一条白龙，管理着常熟的风雨。有一年，常熟突然闹起水灾来。小白龙一打听，原来是一条黑龙在兴风作浪。小白龙不愿看着老百姓受罪，立刻飞到山上与黑龙大战起来。两条龙杀得天昏地暗，从山顶一直滚到山脚下。后来，人们把这滚出来的沟叫做“破龙涧”。黑龙逃跑了，小白龙也受伤了，睡在破龙涧里。老百姓见小白龙受伤了，都采了草药给小白龙治伤。药水和血水一起流进稻田里。后来，稻田里竟然长出血红的稻米来，老百姓都叫它“龙血糯”。皇帝听说有血红色的米，觉得很奇怪，就请常熟的官把米送来。皇帝问知县：“这米叫什么名字？”知县说：“这米叫……”龙字还没说出口便咽了回去。原来那时皇帝称真龙天子，说“龙血”是要杀头的。知县一时答不上来，嘴里只是一个劲地说：“啊……呀……”皇帝觉得好笑：“鸭什么呀？”知县随口说了声：“这是补龙体的鸭血糯。”皇帝听了笑道：“好！好！米中又有了新品。”于是常熟的红米有了一个新的名称“鸭血糯”。
```

